# ジュゼッペ・ベッツォーリ
ジュゼッペ・ベッツォーリ（イタリア語: Giuseppe Bezzuoli, 1784年11月28日 – 1855年9月13日）はイタリアの画家である。フランス出身の画家、ジャン＝バティスト・フレデリク・デマレーに学び、「新古典主義」の画家に数えられる。

## 略歴
フィレンツェの農家で生まれた。姓はBazzuoliであったのを古代からのフィレンツェの名家の姓、Bezzuoliに変えた。1796年に12歳で、フィレンツェの美術学校に入学した。フランス出身の新古典主義の画家、ジャン＝バティスト・フレデリク・デマレー(Jean-Baptiste Frédéric Desmarais: 1756–1813)や、ピアッツォーリ(Gaetano Piazzoli)、ペドローニ (Pietro Pedroni)に学んだ。1812年に。美術学校から3年間の奨学資金を得て、ローマに留学し、巨匠の絵画を模写して修行し、ミラノやボローニャ、ナポリへ旅した。
フィレンツェに戻った後、1816年からプッチ宮殿やピッティ宮殿の壁画を制作した。
1830年代にはフィレンツェの美術学校で教えはじめ、1844年に校長のピエトロ・ベンヴェヌーティが亡くなった後、教授の称号を得た。ベッツォーリが教えた学生にはジョヴァンニ・ファットーリやジュゼッペ・ラッジオ、エンリコ・ポラストリーニ、カルロ・アデモロらがいる。

## 作品

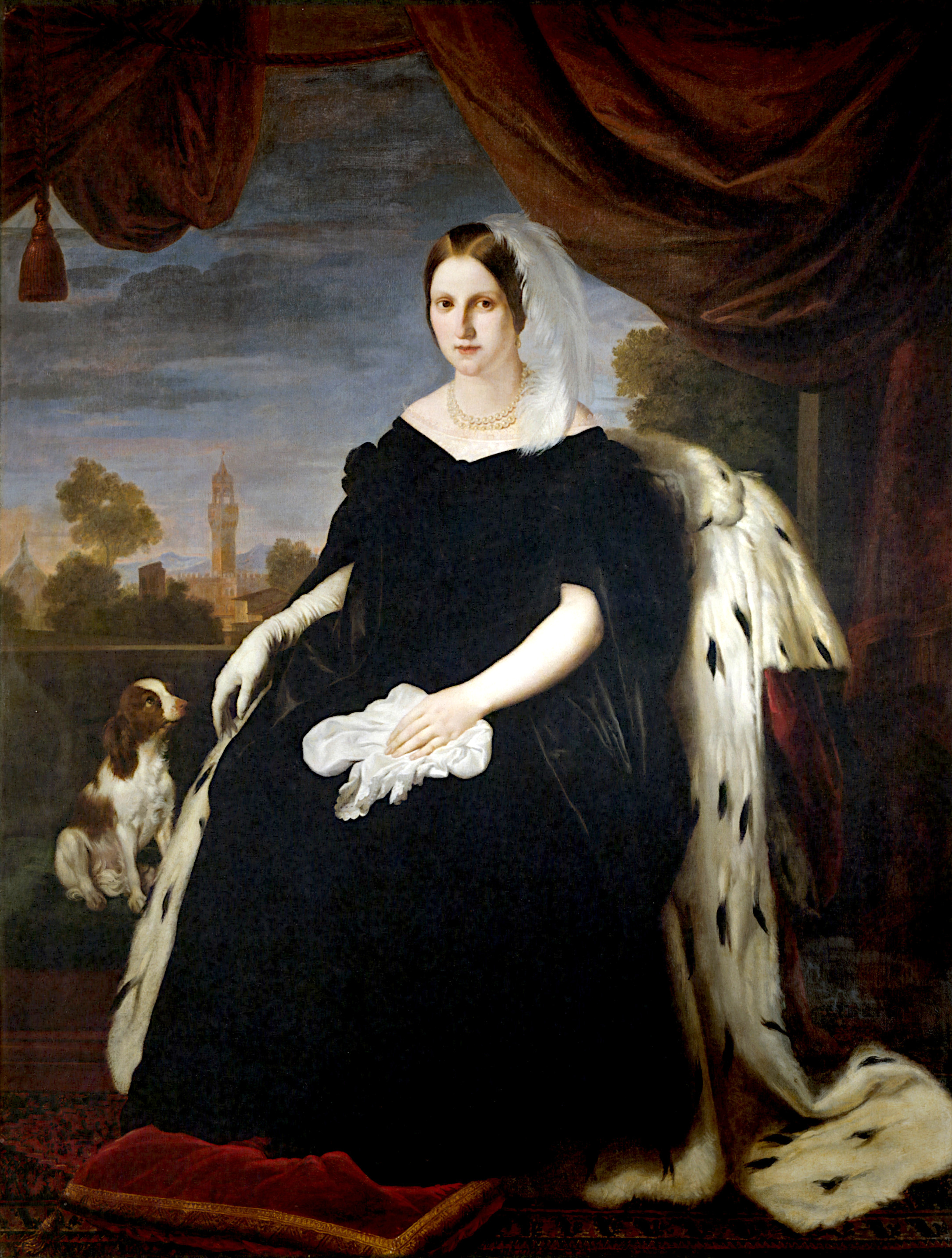
トスカーナ大公妃マリア(1829)
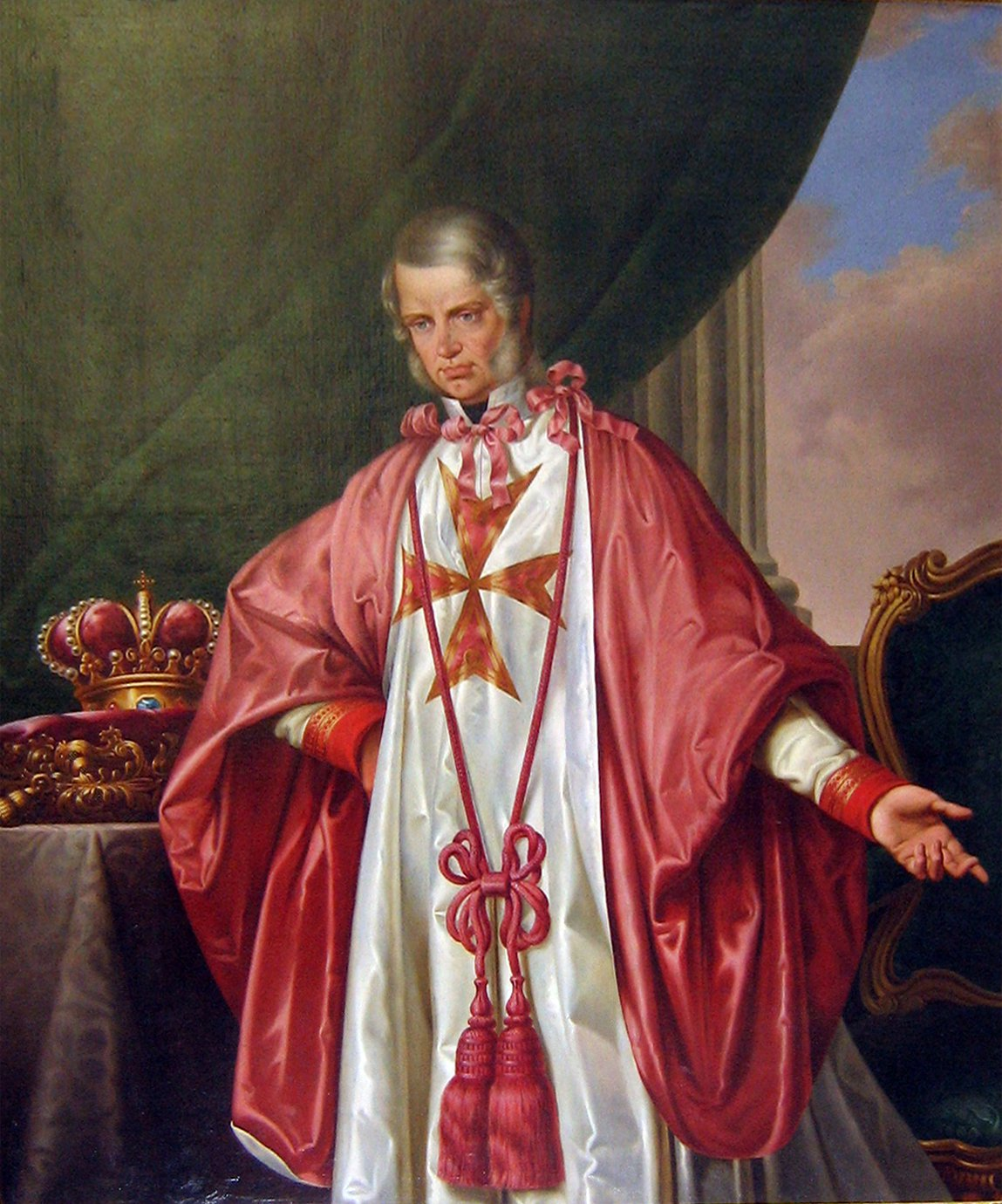
トスカーナ大公レオポルド2世 (c.1840)
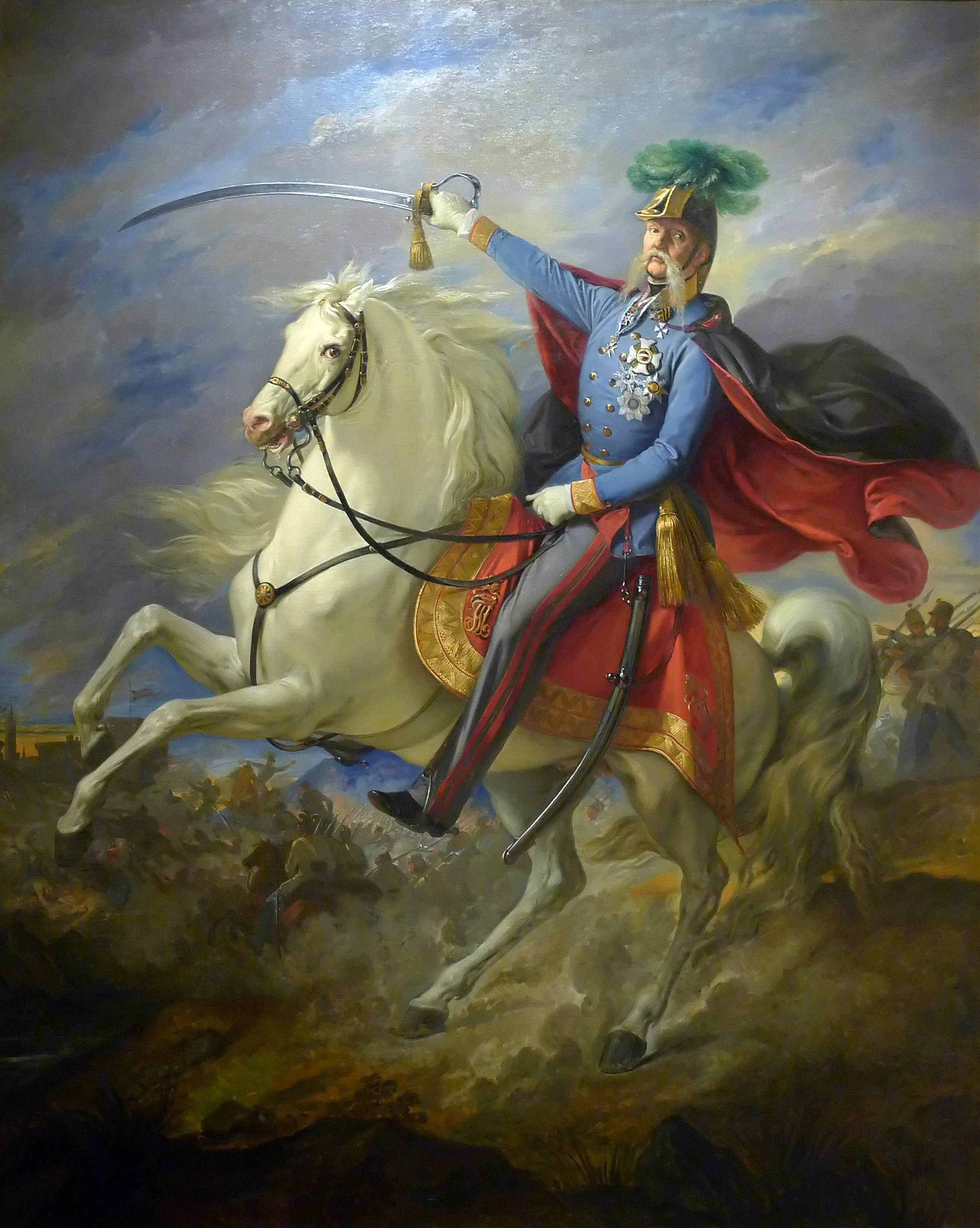
Julius Jacob von Haynau-オーストリア将軍 (1853)
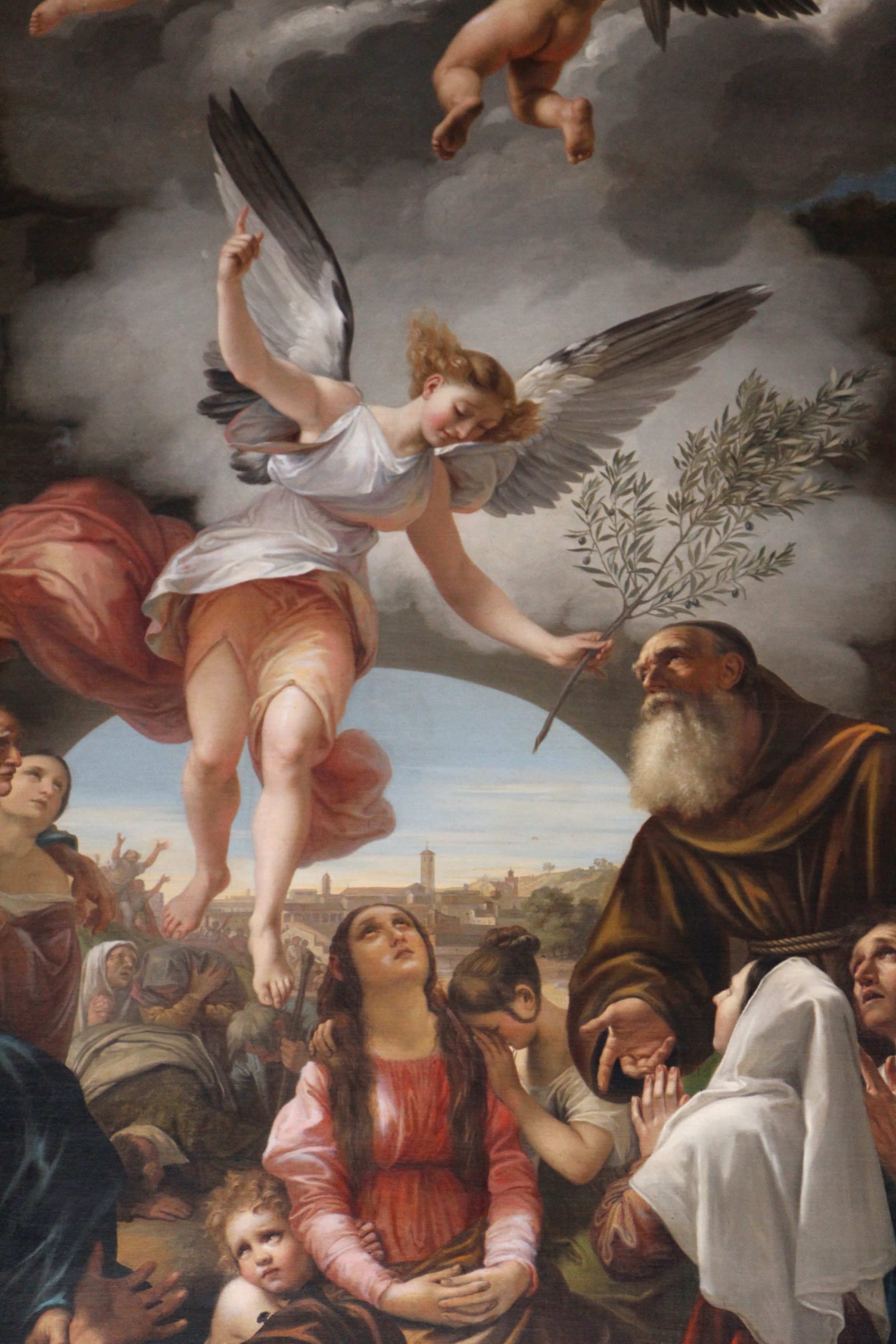

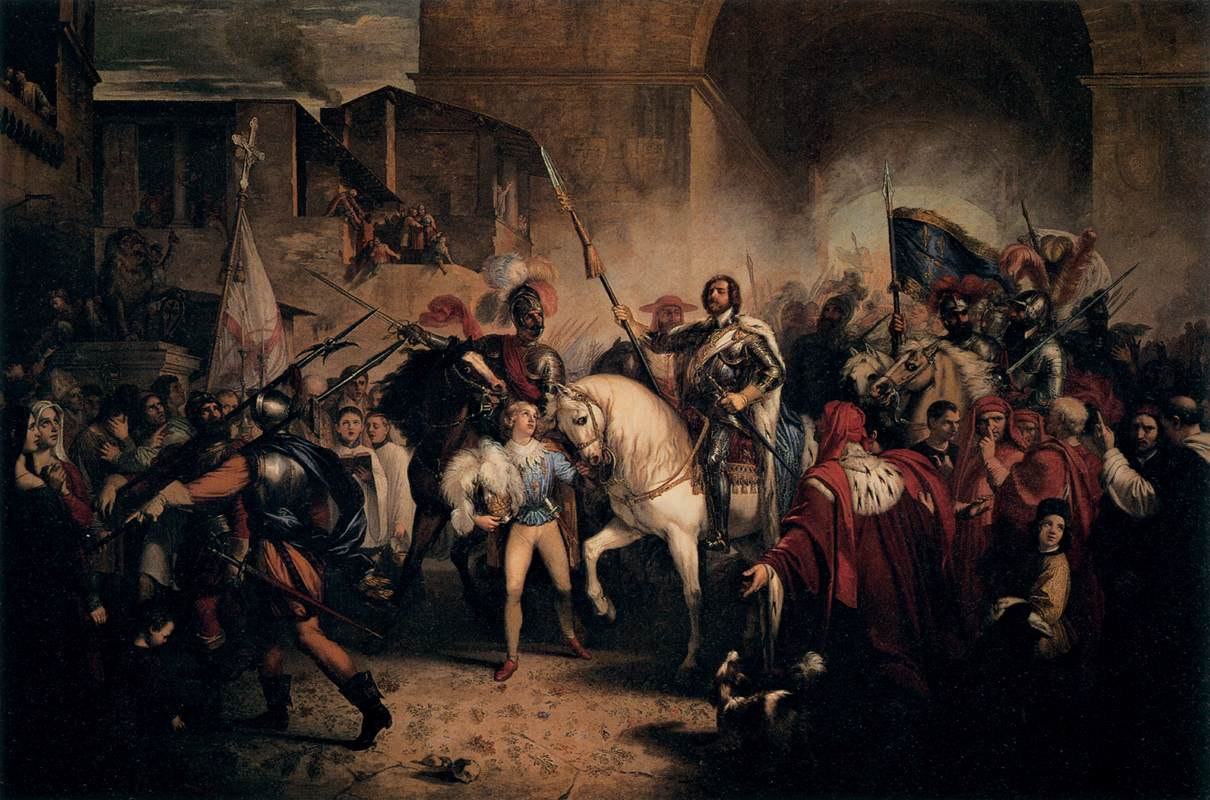
シャルル8世のフィレンツェ入城(1829)
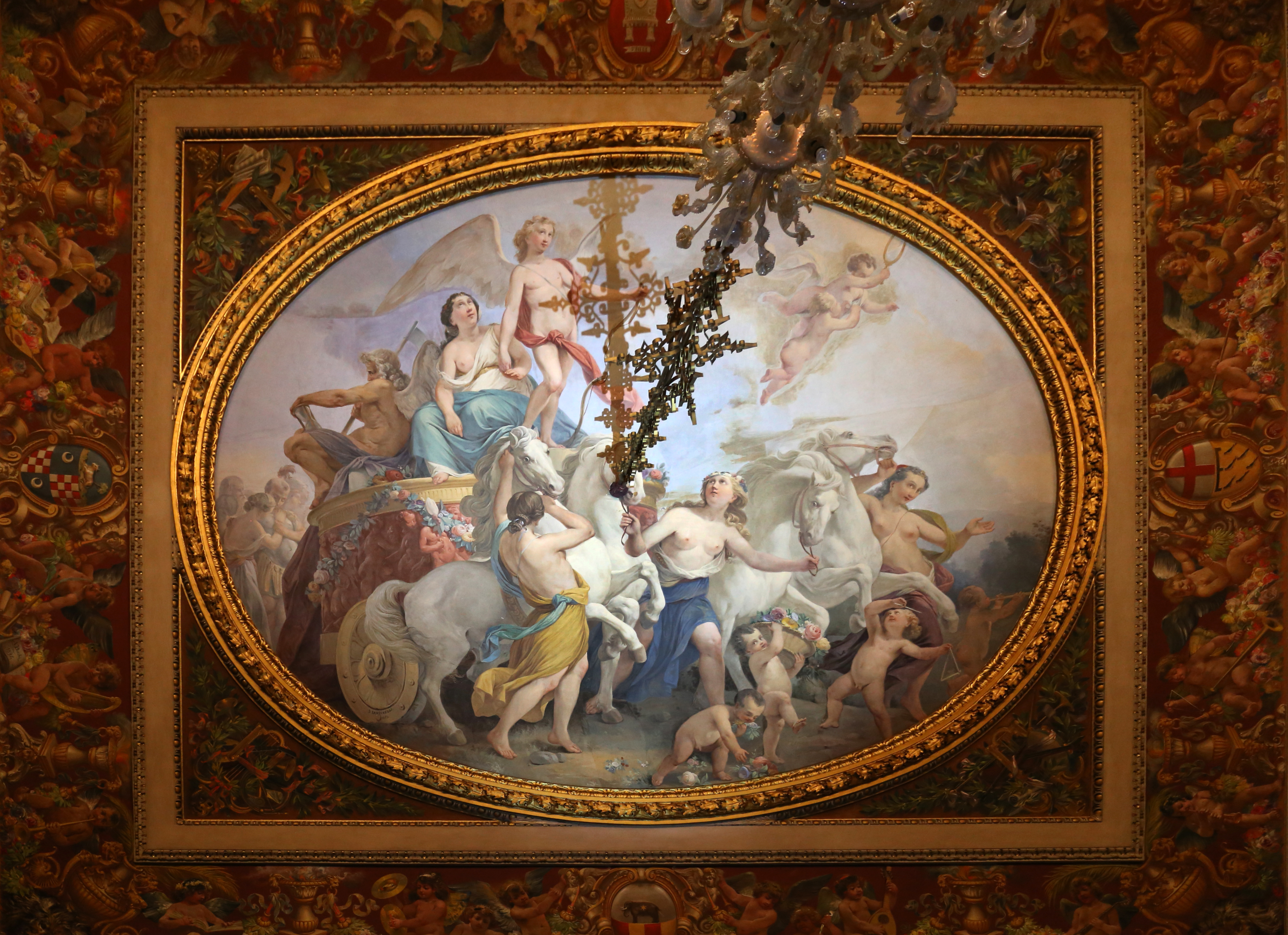
バストージ宮殿の装飾画（ Ottavio Bandinelliと共作）